# Panihida
Panihida (Herdenkingsdienst) is een Moldavisch-Duitse film uit 2012 onder regie van Ana-Felicia Scutelnicu en Tito Molina.

## Verhaal
In een dorpje in Moldavië sterft een oude vrouw. Ze laat haar zoon Petru en haar kleindochter Anişoara achter. Het hele dorp rouwt en neemt afscheid van haar. De mannen van het dorp dragen de zware kist tot aan de begraafplaats op de heuvel. Het overlijden zet aan tot rouwen, zingen, dansen, drinken, bidden en mediteren. Het gaat daarbij niet alleen om klagen over de dood, maar ook om vieren van het leven.

## Acteurs
- Anişoara Morari
- Petru Roşcovan
- Nina Răbuş
- Valentin Aga
- Valeriu Țurkanu
- Ioana Vârlan
- Vasile Eftodi

## Prijs
Op het Internationaal filmfestival van Rome in 2012 won de film de prijs voor korte en middellange films in de categorie Cinema XXI.